# Онсије
Онсије (фр. Ancier) насеље је и општина у источној Француској у региону Франш-Конте, у департману Горња Саона која припада префектури Везул.
По подацима из 2011. године у општини је живело 479 становника, а густина насељености је износила 108,37 становника/km². Општина се простире на површини од 4,42 km². Налази се на средњој надморској висини од 194 метара (максималној 229 m, а минималној 188 m).

## Демографија
| 1962. | 1968. | 1975. | 1982. | 1990. | 1999. | 2011. |
| ----- | ----- | ----- | ----- | ----- | ----- | ----- |
| 247   | 284   | 345   | 448   | 490   | 424   | 479   |

График промене броја становника у току последњих година